# 圣马丁出版社
圣马丁出版社（英語：St. Martin's Press）是一家美国大型图书出版商，总部位于纽约市曼哈顿公平大厦。

## 历史
英国麦克米伦出版社于1952年创立了圣马丁出版社，以麦克米伦出版社总部所在地伦敦圣马丁巷命名。